# دافيد مرخام
دافيد مرخام (بالإنجليزية: David Markham)‏ (1913 - 1983) ممثل سينمائي إنجليزي لأكثر من أربعين عامًا.
ولد في Wick, Worcestershire، وتوفي في هارتفيلد شرق ساسكس.
في عام 1937 تزوج من أوليف دين (Olive Dehn)، وهي عاملة مسرح في إذاعة بي بي سي. ولد لهم أربع بنات: سونيا (مصورة) ؛ كيكا (ممثلة) أرملة الممثل كورين ريدغراف؛ بترا (ممثلة)؛ وجيهان (شاعرة ومسرحية)أرملة الممثل روجر لويد باك .
في الحرب العالمية الثانية سُجن دافيد مرخام.

## من أعماله
- حرب البترول لن تقع (فيلم) (1974).

## روابط خارجية
- دافيد مرخام على موقع IMDb (الإنجليزية)
- دافيد مرخام على موقع أول موفي (الإنجليزية)
- دافيد مرخام على موقع قاعدة بيانات الفيلم (الإنجليزية)